# The Adjustment Bureau
The Adjustment Bureau ('justeringsbyrån') är en amerikansk romantisk science fiction-film-thriller från 2011 löst baserad på Philip K. Dicks novell, "Adjustment Team". Filmen är skriven och regisserad av George Nolfi med Matt Damon och Emily Blunt i huvudrollerna. I övriga roller återfinns Anthony Mackie, John Slattery, Michael Kelly och Terence Stamp. 
The Adjustment Bureau är en fiktiv evig skuggorganisation av människolika figurer iklädda hattar, som under en ordförandes ledning och genom att följa en generalplan har till uppgift att vid allvarliga krislägen ingripa i människors tillvaro, så att den inte totalt ska spåra ur. I filmen är det en potentiell presidentkandidats och en prima ballerinas öden som står på spel.